# The Trinity (Sean Paul)
The Trinity è il terzo album del cantante reggae giamaicano Sean Paul, uscito nel 2005. Questo album in Italia è arrivato alla posizione numero 8.

## Tracce
1. Fire Links Intro – 0:49
2. Head in the Zone – 3:55
3. We Be Burnin – 3:35
4. Send It On – 3:38
5. Ever Blazin' – 3:10
6. Eye Deh A Mi Knee – 2:58
7. (When You Gonna) Give It Up to Me – 4:04
8. Yardie Bone (feat. Wayne Marshall) – 3:12
9. Never Gonna Be The Same – 3:40
10. I'll Take You There – 3:56
11. Temperature – 3:36
12. Breakout – 2:59
13. Head to Toe – 4:21
14. Connection (feat. Nina Sky) – 3:31
15. Straight Up – 3:06
16. All on Me (feat. Tami Chynn) – 4:18
17. Change the Game (feat. Looga Man and Kid Kurup) – 3:54
18. The Trinity – 3:35

Durata totale: 62:17
Bonus track (edizione giapponese)
1. Feel Alright – 3:05

## Classifiche
| Classifica (2005) | Posizione massima |
| ----------------- | ----------------- |
| Italia            | 8                 |